# Samtgemeinde Scharnebeck
In der Samtgemeinde Scharnebeck im niedersächsischen Landkreis Lüneburg haben sich acht Gemeinden zur Erledigung ihrer Verwaltungsgeschäfte zusammengeschlossen.

## Geografie

### Samtgemeindegliederung
1. Artlenburg, Flecken
2. Brietlingen
3. Echem
4. Hittbergen
5. Hohnstorf (Elbe)
6. Lüdersburg
7. Rullstorf
8. Scharnebeck

## Politik
Die Samtgemeinde Scharnebeck gehört zum Landtagswahlkreis 48 Elbe und zum Bundestagswahlkreis 38 Lüchow-Dannenberg – Lüneburg.

### Samtgemeinderat
Der Samtgemeinderat besteht aus 32 Ratsfrauen und Ratsherren. Dies ist die festgelegte Anzahl für eine Samtgemeinde mit einer Einwohnerzahl zwischen 15.001 und 20.000 Einwohnern. Die Ratsmitglieder werden durch eine Kommunalwahl für jeweils fünf Jahre gewählt. Sitz und Stimme im Samtgemeinderat hat außerdem der hauptamtliche Samtgemeindebürgermeister.
Aus dem Ergebnis der Kommunalwahl 2021 ergab sich folgende Sitzverteilung:
- CDU – 11 Sitze
- SPD – 9 Sitze
- Grüne – 6 Sitze
- FDP – 2 Sitze
- FWGUBS – 2 Sitze
- USSWG – 1 Sitz
- dieBasis LV Niedersachsen – 1 Sitz

Stand: Kommunalwahl am 12. September 2021

### Samtgemeindebürgermeister
Hauptamtlicher Samtgemeindebürgermeister ist Laars Gerstenkorn (CDU). Bei der letzten Direktwahl zum Samtgemeindebürgermeister am 26. Mai 2019 wurde er mit 62,93 Prozent der Stimmen gegen Anne-Carin Büttner (SPD) wiedergewählt. Die Wahlbeteiligung lag bei 67,55 Prozent.

### Gemeindepartnerschaft
- Mieścisko, Polen, seit 2000